# Controllo di avvicinamento
Il Servizio di Controllo di Avvicinamento (Approach Control Service), o APP, è definito come Servizio di controllo del traffico aereo per voli controllati in arrivo o in partenza. Tale servizio è normalmente attuato:
- da una Torre di controllo o da un ACC quando è necessario o preferibile riunire sotto la responsabilità di un unico ente le funzioni del Servizio di controllo di Avvicinamento con quelle del Servizio di controllo di Aeroporto o con quelle del Servizio di controllo di Regione

- da un APP quando è necessario o preferibile istituire un ente separato.

Il controllore di avvicinamento gestisce il traffico in partenza, dopo che la Torre di controllo ne ha trasferito il controllo, e lo porta fino ad un punto dove inizia la navigazione in rotta, trasferendone il controllo a sua volta al centro di controllo di area; inoltre gestisce il traffico in arrivo, tramite il procedimento inverso.
Il servizio di controllo di avvicinamento può essere fornito con l'ausilio del mezzo radar, che permette di poter gestire maggiori quantità di traffico. Dove non è disponibile il radar (di solito, in aeroporti con minor traffico), il servizio di controllo di avvicinamento è detto "procedurale".